# Södra Bergsbyn en Stackgrönnan
Södra Bergsbyn en Stackgrönnan (Zweeds: Södra Bergsbyn och Stackgrönnan) is een tätort in de gemeente Skellefteå in het landschap Västerbotten en de provincie Västerbottens län in Zweden. Het tätort heeft 406 inwoners (2005) en een oppervlakte van 80 hectare. Het tätort bestaat uit de zo goed als aan elkaar gegroeide plaatsen: Södra Bergsbyn en Stackgrönnan. Het tätort ligt aan de zuidoever van de rivier de Skellefteälven, wordt omringd door afwisselend landbouwgrond en bos en aan de overzijde van de Skellefteälven ligt Bergsbyn.